# Obična moškovica
Obična moškovica (lat. Adoxa moschatellina), višegodišnja zeljasta biljka iz porodice moškovičevki. raširena je po velikim dijelovima Euroazije, uključujući i Hrvatsku, a raste i po dijelovima Sjeverne Amerike.
Stabljika je jednostavna, uspravna i gola, a naraste do 15cm visine. Ima mesnati podanak, polegniut i ljuskav. Listovi su nasuprotni, cvjetovi, mirisni i dvospolni. Plod je koštunica s 3 do 5 koštica.
Voli rahla i sjenovita zemljišta bogata dušikom, te je se može naći uz šumske potoke, po listopadnim i mješovitim šumama i u živicama.
- A. moschatellina
- A. moschatellina
- A. moschatellina
- A. moschatellina